# Pierre der Hagopian
Pierre Yervant der Hagopian, född 1927 i Latakia, Syrien, död 2008 i Göteborg, var en svensk arkitekt och generalkonsul för Gabon i Sverige.

## Biografi
Hagopian föddes 1927 i Latakia, Syrien, av armeniska föräldrar. Ordet der i hans namn är en armenisk adelstitel. Fadern var dragoman i den osmanska armén. Under det Osmanska rikets sönderfall och det armeniska folkmordet begav sig familjen till Syrien där Hagopian föddes och växte upp. Han utbildade sig till arkitekt och fick som nyutbildad arkitekt rita den nya mässhallen i huvudstaden Damaskus. Senare begav han sig till Kuwait där han blev emirens förstearkitekt. Hagopian uppförde även flera kungliga palats i Saudiarabien.
I början av 1950-talet träffade Hagopian sin blivande svenska fru Gudrun och flyttade till Göteborg. I Göteborg ritade han Sankt Paulus av Korsets församlings kyrkobyggnad i Angered. Han ritade även ett katolskt kapell i Jonsered som del i utbyggnaden av Franciskusgården, ursprungligen ett ålderdomshem från 1899. Han deltog i renoveringen av den katolska kyrkan.
Hagopian av engagerad i Suveräna Malteserorden och var under en tid kansler i dess skandinaviska association, samt därmed ordens högsta representant i Skandinavien.

## Utmärkelser
- Lydnads-Riddare med storkors av Suveräna Malteserorden (L-RmstkSMaltO 1999, dessförinnan RSMaltO)
- Storkors av Suveräna Malteserordens förtjänstorden (StkSMaltO:sFO)[2][5]